# Saint-Philbert-sur-Orne
Saint-Philbert-sur-Orne – miejscowość i gmina we Francji, w regionie Normandia, w departamencie Orne.
Według danych na rok 1990 gminę zamieszkiwało 129 osób, a gęstość zaludnienia wynosiła 22 osoby/km² (wśród 1815 gmin Dolnej Normandii Saint-Philbert-sur-Orne plasuje się na 757. miejscu pod względem liczby ludności, natomiast pod względem powierzchni na miejscu 810.).